# Pablo Islas
Pablo Eduardo Islas (Buenos Aires, 19 febbraio 1979) è un ex calciatore argentino, di ruolo attaccante.

## Carriera
Ha giocato nella massima serie del campionato argentino, uruguaiano e costaricano.